# Margaret Catchpole
Margaret Catchpole, född 14 mars 1762, död 13 maj 1819, var en berömd brittisk äventyrare, kriminell och krönikör. Hon deporterades till Australien för stöld 1801, och tillhör de mer välkända personerna från den australiska nybyggartiden. Hon finns upptagen i Australian Dictionary of Biography. Hennes efterlämnade brev anses ge en värdefull och unik inblick i det dåvarande Australien.   